# Acropora paniculata
Acropora paniculata е вид корал от семейство Acroporidae. Видът е световно застрашен, със статут Уязвим.

## Разпространение и местообитание
Разпространен е в Австралия, Американска Самоа, Британска индоокеанска територия, Вануату, Виетнам, Еритрея, Йемен, Индонезия, Камбоджа, Кирибати, Кокосови острови, Малайзия, Малки далечни острови на САЩ, Маршалови острови, Микронезия, Науру, Нова Каледония, Остров Рождество, Острови Кук, Палау, Папуа Нова Гвинея, Провинции в КНР, Самоа, Саудитска Арабия, Сингапур, Соломонови острови, Тайван, Тайланд, Токелау, Тонга, Тувалу, Уолис и Футуна, Фиджи, Филипини, Френска Полинезия и Япония.
Среща се на дълбочина от 3 до 50 m, при температура на водата от 25,5 до 28,1 °C и соленост 34,6 – 35,5 ‰.

## Описание
Популацията им е намаляваща.